# Kwag Hye-jeong
Kwag Hye-jeong, född den 16 maj 1975, är en sydkoreansk handbollsspelare.
Hon tog OS-silver i damernas turnering i samband med de olympiska handbollstävlingarna 1996 i Atlanta.